# Jakob Wilhelm Feuerlein

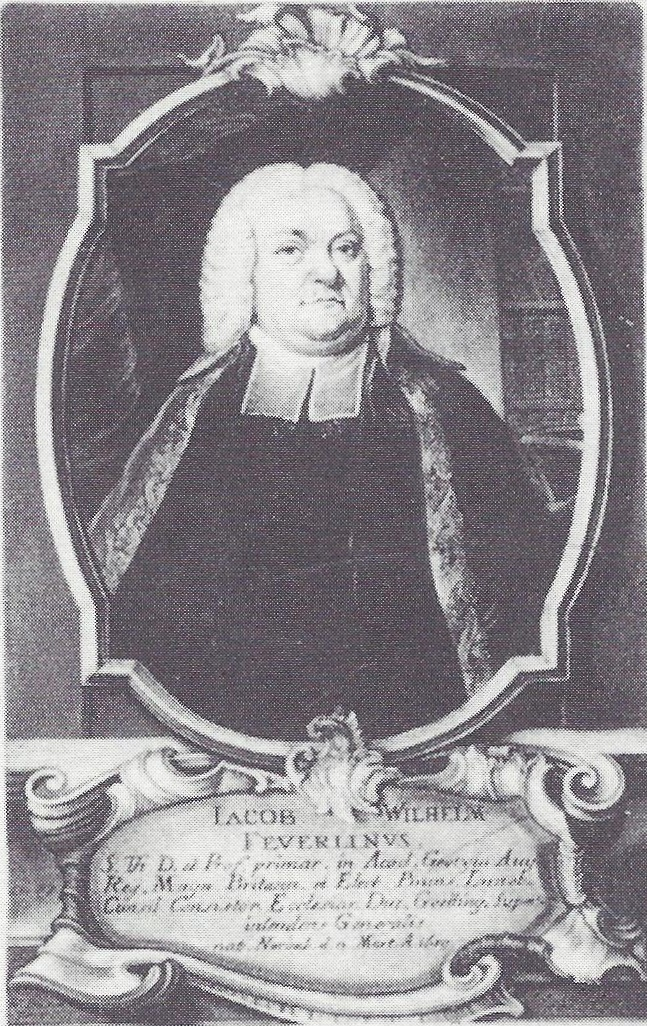
Jakob Wilhelm Feuerlein

Jakob Wilhelm Feuerlein (* 13. Märzjul. / 23. März 1689greg. in Nürnberg; † 10. März/Mai 1766 in Göttingen) war ein deutscher lutherischer Theologe. Zu seinen Lebensdaten gibt es widersprüchliche Angaben.

## Leben

### Herkunft der Familie
Jakob Wilhelm Feuerlein entstammte dem alten fränkischen Bürgergeschlecht Feuerlein. Er war ein Enkel des bedeutenden lutherischen Theologen, Dichters und Komponisten Geistlicher Lieder Konrad Feuerlein. Jakob Wilhelm Feuerleins Vater war der Theologe Johann Konrad Feuerlein (1656–1718). Jakob Wilhelm Feuerleins Bruder war der Mediziner Georg Christoph Feuerlein (1694–1756), der 1734 Leibarzt und Garnisonsarzt zu Ansbach wurde.

### Ausbildung
Feuerlein besuchte das Gymnasium Aegidianum in Nürnberg und studierte ab 1706 Theologie an der Universität Altdorf, wo er 1709 den Magistergrad erwarb. Ab 1710 studierte er an der Universität Jena, unter anderem bei Johann Andreas Danz, Michael Förtsch, Burkhard Gotthelf Struve und  Johann Franz Buddeus, und wurde 1711 daselbst Privatdozent. Ab 1712 studierte Feuerlein an der Universität Leipzig, wo er im Haus von Adam Rechenberg wohnte und die Würde eines Magister noster erlangte.

### Berufliche Stationen
Nach der Rückkehr nach Nürnberg wurde Feuerlein 1713 Inspektor der Alumnenanstalt an der Universität Altdorf. Am 19. August 1715 wurde ihm die Professur für Logik, wenig später auch die der Metaphysik übertragen. 1723 und 1736 war er Rektor und 1730 übernahm er einen Lehrstuhl für Morgenländische Sprachen und die dritte theologische Professur. Aus diesem Anlass wurde er auch zum Dr. theol. promoviert.
1736 wurde er an die Theologische Fakultät der soeben eröffneten Universität Göttingen berufen. 1737 trat er seine Stelle an, die auch mit der des Generalsuperintendenten verbunden war. Im Jahr 1746 erfolgte seine Ernennung zum wirklichen königlichen Konsistorialrat. 1750 hatte er als Prorektor die Leitung der Universität inne. 1760 übernahm er zusätzlich das Scholarchat der Göttinger Stadtschule.
Feuerlein publizierte vor allem zur Kirchengeschichte, setzte sich aber auch kritisch mit der Philosophie Christian Wolffs auseinander. Er korrespondierte mit dem italienischen Kardinal und Kirchenhistoriker Angelo Maria Quirini.